# زمین‌لرزه ۱۹۹۰ اندونزی
زمین‌لرزه اندونزی  در تاریخ ۱۸ آوریل ۱۹۹۰ میلادی، برابر با ‎۲۹ فروردین ۱۳۶۹، ساعت ۱۳:۳۹:۱۹ به زمان یوتی‌سی در اندونزی رخ داد. ژرفای این زلزله ۳۷٫۴ کیلومتر بود، و بزرگی آن ۷٫۶ در مقیاس Mw اعلام شده‌است. زمین‌لرزه به وقت محلی در روز چهارشنبه، ساعت ۲۱ روی داده و منطقه زمانی آن یوتی‌سی +۸ بوده‌است .
سازمان زمین‌شناسی آمریکا نیز رومرکز این زمین‌لرزه را در مختصات ۱°۱۱′۱۰″شمالی ۱۲۲°۵۱′۲۵″شرقی / ۱٫۱۸۶°شمالی ۱۲۲٫۸۵۷°شرقی و ژرفای آنرا در ۲۵ کیلومتر گزارش کرده‌است. بزرگی برگزیدهٔ این سازمان از میان بزرگیهای محاسبه‌شدهٔ مختلف ۷٫۶ در مقیاس Mw بوده و از دید اثر، در میان چهار دسته‌بندی «نامحسوس»، «محسوس»، «زیان‌آور» یا «با تلفات»، زلزله را «با تلفات» اعلام کرده‌است.بیش از ۱۱۴۰ ساختمان در زمین‌لرزه آسیب دیده‌است.
پروژهٔ «تنسور گشتاور مرکزوار» زاویه‌های (راستا، شیب، ریک) گسل سازندهٔ زمین‌لرزه و صفحه عمود بر آنرا (°۱۱۲، °۳۱، °۱۲۲) یا (°۲۵۷، °۶۴، °۷۳) و نوع گسل را «معکوس» فرارسانده‌است.
شمار کشتگان زلزله حدود ۳ نفر بوده‌است.تعداد زخمیان ۲۵ نفر برآورده شده‌است.